# سنتور
سنتور (به انگلیسی: Santur) از سازهای زهی/زخمه‌ای ایرانی است که با مضراب نواخته می‌شود. فرهنگ دهخدا سنتور را این‌گونه بازشناخته است: از سازهای ایرانی به شکل ذوزنقه که دارای سیم‌های بسیاری است و با دو زخمهٔ چوبی (مضراب) نواخته می‌شود. رایج‌ترین نوع سنتور (۹ خرکی) دارای ۷۲ سیم است که به دسته‌های ۴ تایی و در ۱۸ دسته تقسیم می‌شود.

## تاریخچه
سنتور بر پایهٔ بررسی‌ها و پژوهش‌ها یکی از کهن‌ترین سازهای گستره ایران به‌شمار می‌رود؛ کهن‌ترین نشانه‌ای که از این ساز برجامانده، از سنگ‌تراشی‌های آشور و بابلیان (۵۵۹پیش از میلاد) است. در این سنگ‌تراشی‌ها، صف تشریفاتی که به بزرگداشت آشور بانیپال بر پا شده، سازی که همانندی زیادی به سنتور دست‌ورزی دارد، در میان آن صف دیده می‌شود.
ابوالحسن علی بن حسین مسعودی (مرگ به سال ۳۴۶ ه‍.ق) تاریخ‌نگار نامدار و نویسنده نسک مروج‌الذهب در شرح اوضاع موسیقی در زمان ساسانیان، هنگام نام بردن از سازهای متداول موسیقی ساسانی، واژه سنتور (سنطور) را ذکر می‌کند. در کتب کهن و تألیفات ابونصر فارابی و ابن سینا نیز نام سنتور چند بار ذکر شده‌است.
عبدالقادر مراغه‌ای ساز یا طوفان را معرفی کرد که شبیه سنتور دست‌ورزی بود با این تفاوت که برای هر نت، تنها یک تار می‌بستند و با جابجا کردن خرک‌ها، آن را کوک می‌کردند.
نام سنتور در سروده‌ها منوچهری نیز آمده‌است:
| کبک ناقوس زن و شارک سنتورزن است |  | فاخته نای زن و بط شده تنبور زنا |

سنتور، سازی کاملاً ایرانی است که برخی ساخت آن را به ابونصر فارابی نسبت می‌دهند که مانند بربط، ساز دیگر ایرانی بعدها به خارج برده‌شد.
برخی پژوهشگران بر این باورند که سنتور در زمان‌های بسیار دور از ایران به دیگر کشورهای آسیایی رفته‌است، چنان‌که امروزه گونه‌های مشابه این ساز در عراق، ترکیه، سوریه، مصر، پاکستان، هند، تاجیکستان، چین، ویتنام، کره، اوکراین و دیگر کشورهای آسیای میانه و نیز در یونان نواخته می‌شود.
شگفت نیست که چون نخستین پیانو به دست سرورالملک، سنتورنواز روزگار امیرکبیر رسید، در دم نواخته شد! او پس از دمی کار با این ساز گفت: این ساز روی دستگاه ماهور کوک شده‌است. وی همان روز ماهور را نواخت و پس از کوتاه زمانی آن را، کوک کرد به گونه‌ای که دستگاه شور را با آن نواخت و همین کوک ایرانی است که در این هنگام نیز روی پیانوی ایرانی انجام می‌گیرد. این کوک سرورالملکی نام دارد و واپسین دستگاه شور است که در کنار پرده‌های دلکش گرایلی خسروانی، آذربایجانی، گیلانی و گبری (زرتشتی) و کردی و جامه‌داران و… نواخته می‌شود!
بر پایهٔ اسناد و مدارک، نگارگری‌ها و مینیاتورهای سده‌های پیش، آنچه که ما دست ورزه به نام سنتور در اختیار داریم در واقع سنتوری است که از نزدیک به یکصد و پنجاه سال پیش (زمان قاجار) با شکل و شمایل کنونی خود در اختیار هنرمندان این مرز و بوم قرار دارد. چنان‌که سنتورهای محمدصادق خان (که نخستین نمونه صوتی ساز سنتور به جا مانده از دوران قاجار متعلق به وی می‌باشد)، حبیب سماع حضور و حبیب سماعی، در ابعاد، شمار خرک و چگونگی ساخت، بسیار نزدیک به سنتور دست ورزی است.

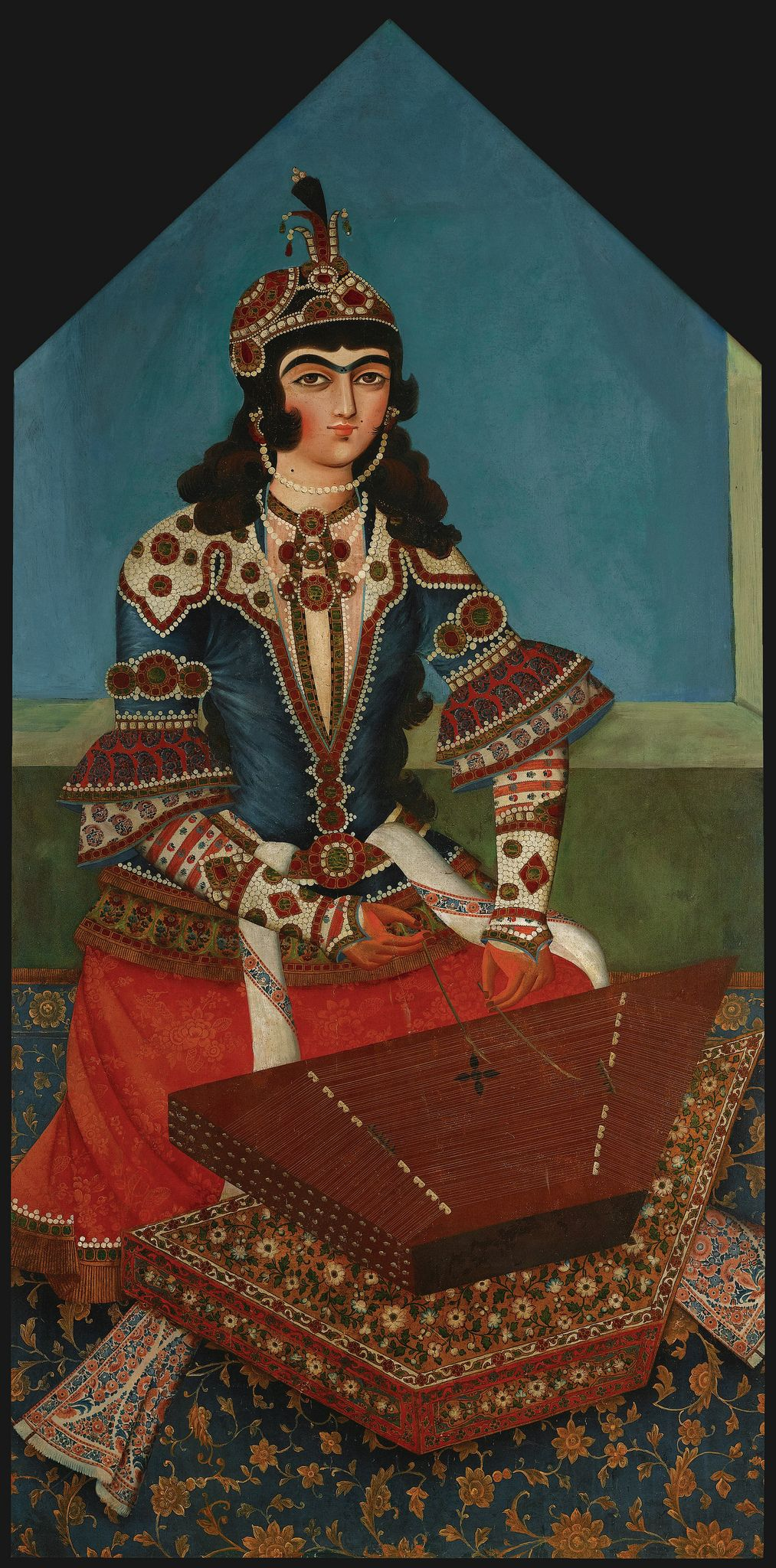
سنتور از یک نقاشی مینیاتوری ایرانی از سال ۱۸۳۰

بررسی دیرینه گردش و تحول ساز سنتور نشان می‌دهد که این ساز طیف گسترده‌ای از سبک‌ها و مکاتب گوناگون را در سدهٔ کنونی  به خود اختصاص داده، به گونه‌ای که پس از یک بررسی اجمالی، می‌توان اذعان داشت حداقل ۱۵ سبک و مکتب گوناگون و فعال در این عرصه شهره ویژه و عام‌اند. از نوازندگان نامدار قدیم سنتور می‌توان محمدصادق خان، علی‌اکبر شاهی، سماع حضور، حبیب سماعی، حسین صبا، ابوالحسن صبا و از نوازندگان دهه‌های اخیر می‌توان از فرامرز پایور، محمد حیدری، مجید کیانی، پرویز مشکاتیان، داریوش صفوت، حسین ملک، فضل‌الله توکل، ارفع اطرایی، رضا شفیعیان، پشنگ کامکار و اردوان کامکار نام برد. از سازندگان مشهور سنتور هم می‌توان به محمدرضا ایلدار ژاله و داریوش سالاری اشاره کرد.
سنتور در سال‌های پایانی سلسله قاجاریه تقریباً فراموش شده و رو به نابودی بود. سازهای اصلی، تار، تنبک و کمانچه بودند و دوره قاجار، در واقع «عصر تار» بود. شمار کمی سنتور می‌نواختند و شمار کمتری نیز سنتور می‌ساختند و می‌آموختند.

## گسترش در جهان
گمان این است که سنتور از ایران به کشورهای دیگر راه یافته و نام‌های گوناگونی پیدا کرده‌است. سنتور با اندک تفاوتی در شکل ظاهر و با نام‌های گوناگون در خاور و باختر جهان وجود دارد. این ساز را در کشور چین یان کین، در اروپای شرقی دالسی مر، در انگلستان باتر فلای‌ها، در آلمان و اتریش مک پر، در هندوستان سنتور، در کامبوج فی و در آمریکا زیتر می‌نامند که هر کدام دارای وجه تشابهاتی هستند. ساز سنتور در شماری از کشورها مانند ارمنستان و گرجستان نیز رایج هست. همچنین سنتورهای عراقی –هندی- مصری و ترکی که بعضی از آن‌ها حدود ۳۶۰ سیم دارند.
این ساز به شکل ذوزنقه متساوی‌الساقین ساخته می‌شود و نوع رایج این ساز دارای ۷۲ سیم است که هر ۴سیم از روی یک خرک می‌گذرد و دارای ۱ کوک است و در واقع سنتور دارای ۱۸ خرک است که ۹ تای ان در سمت راست و ۹تای ان در سمت چپ قرار می‌گیرد. سیم‌های این ساز توسط ۲ ترکه چوبی به صدا در می ایند که اصطلاحاً ان را مضراب می‌نامند، ولی باید توجه داشت که سنتور جز سازهای زهی-مضرابی (زهی زخمه ای محسوب نمی‌شود)

## گذشته و امروز
ساز سنتور پیشتر با ۱۲ وتر سیم بم و ۱۲ وتر سیم زیر ساخته می‌شد و سنتور ۱۲ خرکی نامیده می‌شد. امروزه سنتور ۱۰ خرک و سنتور ۱۱ خرک نیز ساخته می‌شود.
سنتور ۹ خرک رایج‌ترین گونه سنتور است که پر استفاده‌ترین نوع آن سنتور «سُل کوک» است و نت‌های ردیف بر اساس آن نوشته شده‌اند. در سنتور ۹ خرک، چنانچه بر اساس راست کوک تنظیم شود، به ترتیب سیم‌ها از پایین بر مبنای می-فا-سل کوک می‌شوند و برای اجرای گروهی و ارکستر باره است.

## سنتور کروماتیک و سنتور کروماتیک بم
به خواست تکمیل فواصل کروماتیک میان اصوات و نیز به قصد تأمین اصوات بم، در حدود بیست سال اخیر دو گونه سنتور با شمار زیادتر خرک ساخته شده‌اند. سنتور کروماتیک با همان میدان آوای سنتور معمولی ولی دارای خرک‌ها و اصوات کروماتیک بیشتر است. میدان آوای سنتور کروماتیک بم یک فاصله پنجم بم‌تر از سنتور کروماتیک است و گسترش آن سه اکتاو و نیم است. در دو گونه سنتور کروماتیک، هر صوت به‌دست سه رشته سیم هم‌کوک حاصل می‌شود. به عبارت دیگر روی هر خرک سه سیم تکیه کرده‌است. از هر دو سنتور کروماتیک و کروماتیک بم استفاده‌های هم‌نوازی می‌شود و در کارهای جدید تکنوازی سنتورهای کروماتیک دیده می‌شود.

## نوازندگی سنتور
نوازندگی سنتور با دو چوب نازک که به آن‌ها «مضراب» گفته می‌شود، انجام می‌شود. مضراب‌ها در گذشته بدون نمد بودند ولی اکنون بیش‌تر به مضراب‌ها نمد می‌چسبانند که باعث نرمتر شدن و کم زنگ‌تر شدن آوای سنتور می‌شود. در اکثر اوقات، نوازنده باید با هر یک از مضراب‌ها، نت متفاوتی را اجرا کند. به همین دلیل نوازندگی این ساز علاوه بر چابکی دست‌ها، به تمرکز ذهن نیز نیاز دارد که تنها با آزمون فراوان به‌دست می‌آید.
سنتور سازی است که اگر نوازنده بر آن چیره شود، می‌تواند با آن کارهای زیبا و ماندگاری بیافریند. این ساز به خوبی توانایی تک نوازی و هم نوازی را دارا می‌باشد.
برابر نیمی از زندگانی  سنتورنوازان، به کوک کردن آن می‌گذرد. چون کوبه‌های مداوم مضراب روی سیم‌ها و تأثیرگذاری نم و گرما روی چوب و سیم‌ها کوک را به هم می‌زند و ۷۲ سیم باید مرتب کوک یا هم خوان شود، از این رو سنتور، سازی شناخته می‌شود که همراه با زیبایی، بسیاری از پیامدهای فیزیکی می‌تواند روی آوا و کوک آن تأثیر بگذارد و حتی نوازنده‌های ماهر را برای یک کوک دلخواه ناکام می‌گذارد.

## چوب‌های مورد نیاز برای ساخت سنتور
می‌توان از چوب‌های گردو و فوفل و آزاد استفاده نمود، به لحاظ کمبود چوب فوفل و آزاد بیشتر از چوب گردو و به خاطر در دسترس بودن آن استفاده می‌شود.
(چوب‌های گردو معمولاً صدای گرم، چوب‌های آزاد صدای شیشه ای و کریستال، و… دارند)
بهترین چوب گردو، چوب‌های باغی هستند که در بازدهی صدا مرغوبیت بیشتری نسبت به چوب‌های دیگر دارد، بهترین چوب‌های گردو را می‌توان از مناطق سردسیر به لحاظ بافت منسجمی که دارند تهیه کرد، به عنوان مثال تنه‌های گردو شهرهای تویسرکان، سنندج، طالقان و زنجان دارای کیفیت مناسب می‌باشند.
چوب گردو را می‌توانیم به صورت گرده یا به صورت الوار تهیه نماییم. بهتر است از چوب‌های قطور و سالخورده که رنگ چوب از تیرگی زیادی برخوردار است استفاده نماییم.
چوب گردو را بعد از الوار کردن قسمت‌های مناسب آن را انتخاب کرده و جهت ورقه کردن برش می‌دهیم سپس چوب‌های ورقه شده را جهت شیره زدایی درون آب انداخته و می‌جوشانیم تا صمغ چوب‌ها از بین برود، سپس ورقه‌ها را پس از شیره زدایی در جای مناسب و سایه گذاشته تا به مرور زمان خشک شوند. لازم است ذکر شود که در صورت خشک شدن چوب‌ها بایستی حتی‌المقدور چند سالی از خشک شدن آن‌ها بگذرد تا آمادگی کامل برای ساختن ساز را پیدا بکند.

## مراحل ساخت ساز
مراحل ساخت ساز بر ۳ اساس پایه‌گذاری می‌شود
1. انتخاب چوب مناسب
2. پل‌گذاری دقیق
3. تراش صفحه‌های زیر و رو

ابتدا آماده کردن کلاف یا اسکلت ساز کلاف را می‌توانیم از چوب گردوی سخت و تیره انتخاب نماییم تا از استحکام آن اطمینان به عمل آید.
مرحله بعدی انتخاب صفحه زیر می‌باشد.
پس از انتخاب چوب مناسب کلاف را بر روی صفحه می‌چسبانیم. سپس به سوراخ کردن جای گوشی‌ها و سیمگیرها می‌پردازیم.

## پل‌گذاری ساز
پل‌های سنتور از چوب گردو و به صورت استوانه‌ای به قطر ۹ میلی‌متر می‌باشد، که در محل و جای دقیق خود قرار می‌گیرد.

## گل صفحه رو
گل‌های صفحه رو با دقت کامل در جای صحیح خود برش داده می‌شود. گل صفحه رو نقش و تأثیر به سزایی در بازدهی صدای ساز دارد. ضخامت صفحه رویی شش میلیمتر است و دارای دو حفره به شکل گل می‌باشد که به گل سنتور معروف هستند. گل سنتور جهت صدادهی بهتر سنتور ایجاد می‌شود و مکان قرارگیری آن در صدادهی ساز و بازدهی امواج تأثیر بسزایی دارد که به چه اندازه و زیر کدام سیم قرار بگیرد. معمولاً سمت راستی زیر نت‌های دو، سی و لا است و سمت چپی زیر نت‌های لا، سل و فا.
شکل گل‌ها دلخواه است و به سلیقهٔ هنرمند سنتورساز بستگی دارد

## تراش صفحه رو و زیر
پس از چسباندن صفحه رو بر کلاف سنتور، تراش صفحه‌ها را انجام داده و شیطانک سنتور را می‌چسبانیم و سپس سنتور را سنباده زده و آن را برای رنگ آماده می‌سازیم. ابتدا از آستر برای رنگ مورد دلخواه ساز خود استفاده می‌نماییم. پس از خشک شدن کامل آستر لاک الکل را بر روی سنتور زده تا هم به ساز جلا داده و هم اینکه در مقابل رطوبت هوا محفوظ باشد.

## نوازندگان مطرح

### ایران
نوازندگان شاخص و مطرح ایرانی:
- حبیب سماع حضور
- ابوالحسن صبا
- منوچهر صادقی
- فرامرز پایور
- محمد حیدری
- پرویز مشکاتیان
- مجید کیانی[۴]
- اردوان کامکار
- پشنگ کامکار
- داریوش صفوت